# Ibrahim Gnanou
Ibrahim Gnanou est un footballeur international burkinabé né le 8 novembre 1986 à Ouagadougou.

## Carrière
Ibrahim Gnanou commence sa carrière en 2004 avec l'ASFA-Yennenga puis évolue au FC Sheriff Tiraspol de 2005 à 2007. En 2008, il s'engage avec le FC Midtjylland. En 2009, il signe avec le club russe du FK Alania Vladikavkaz.

## Sélection nationale
Ibrahim Gnanou évolue depuis 2004 avec l'équipe du Burkina Faso de football et participe notamment à la CAN 2010. Il totalise 8 sélections en équipe nationale.

## Palmarès
- FC Sheriff Tiraspol
  - Champion de Moldavie en 2005, 2006 et 2007.
  - Vainqueur de la Coupe de Moldavie en 2006.
  - Vainqueur de la Supercoupe de Moldavie en 2005 et 2007.